# Тимофеевка (Лебединский район)
Тимофеевка (укр. Тимофіївка) — село,
Будильский сельский совет,
Лебединский район,
Сумская область,
Украина.
Село ликвидировано в 1988 году .

## Географическое положение
Село Тимофеевка находится на правом берегу реки Будылка,
ниже по течению на расстоянии в 3 км расположено село Будилка,
на противоположном берегу — сёла Куличка и Топчии.
По селу протекает пересыхающий ручей с запрудой.

## История
- 1988 — село ликвидировано [1].